# 큰입선농어
큰입선농어 또는 바라문디는 동남아시아와 인도, 오스트레일리아 북부에 걸쳐 분포하는 물고기이다. 바라문디라는 단어는 퀸즐랜드주 락햄튼 지역의 호주 원주민 제어에서 차용된 것으로 보이며, 그 의미는 "비늘이 큰 민물고기(large-scaled river fish)"이다. 이 종처럼 관상용으로 유통되는 호주의 아로와나 종류들 또한 바라문디라고 부르기 때문에 호칭에 혼동이 있다. 일본산 대형 농어, 아카메(Lates japonicus))와 유전적으로 매우 가깝다. 크기가 큰 물고기라서 낚싯고기로도 인기가 많으며, 현지에서는 식용한다.

## 사진

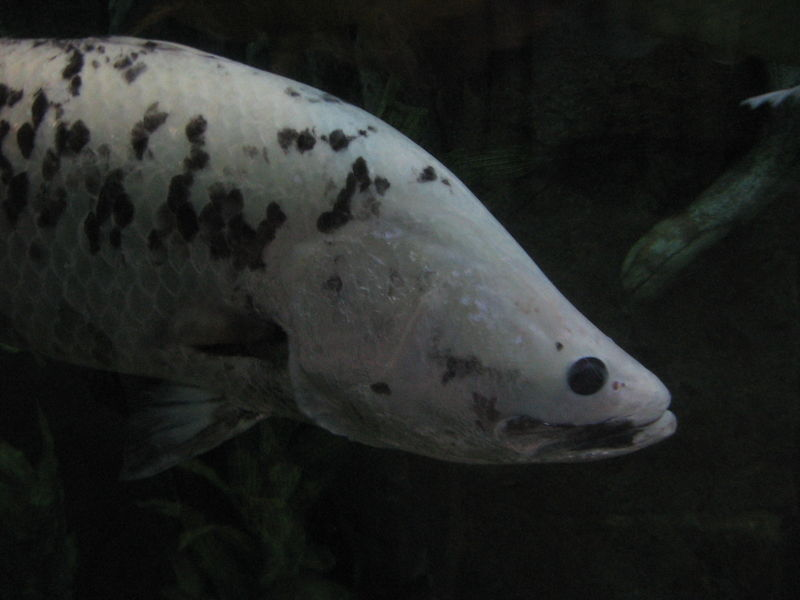
관상용으로 개량된 바라문디
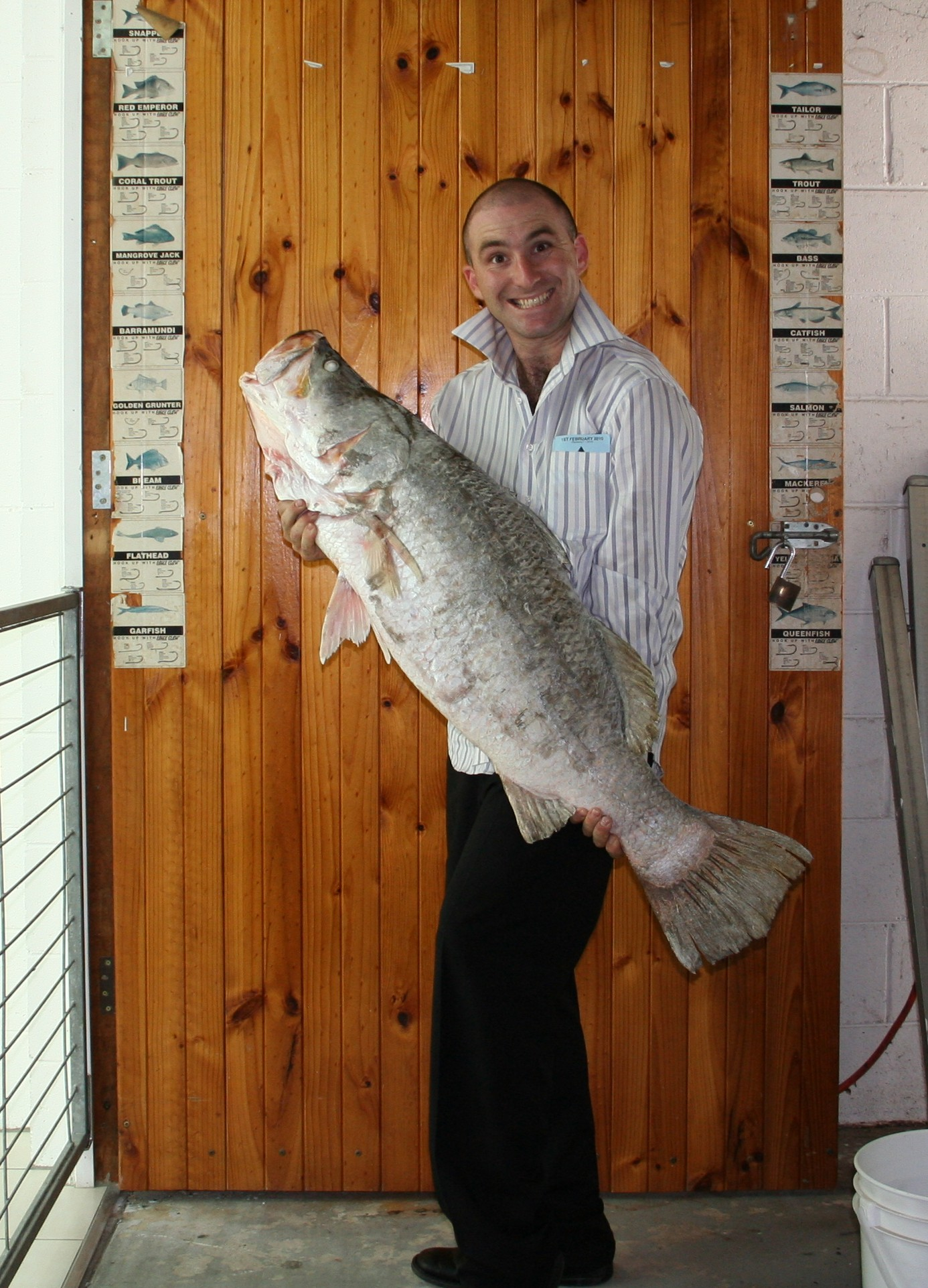
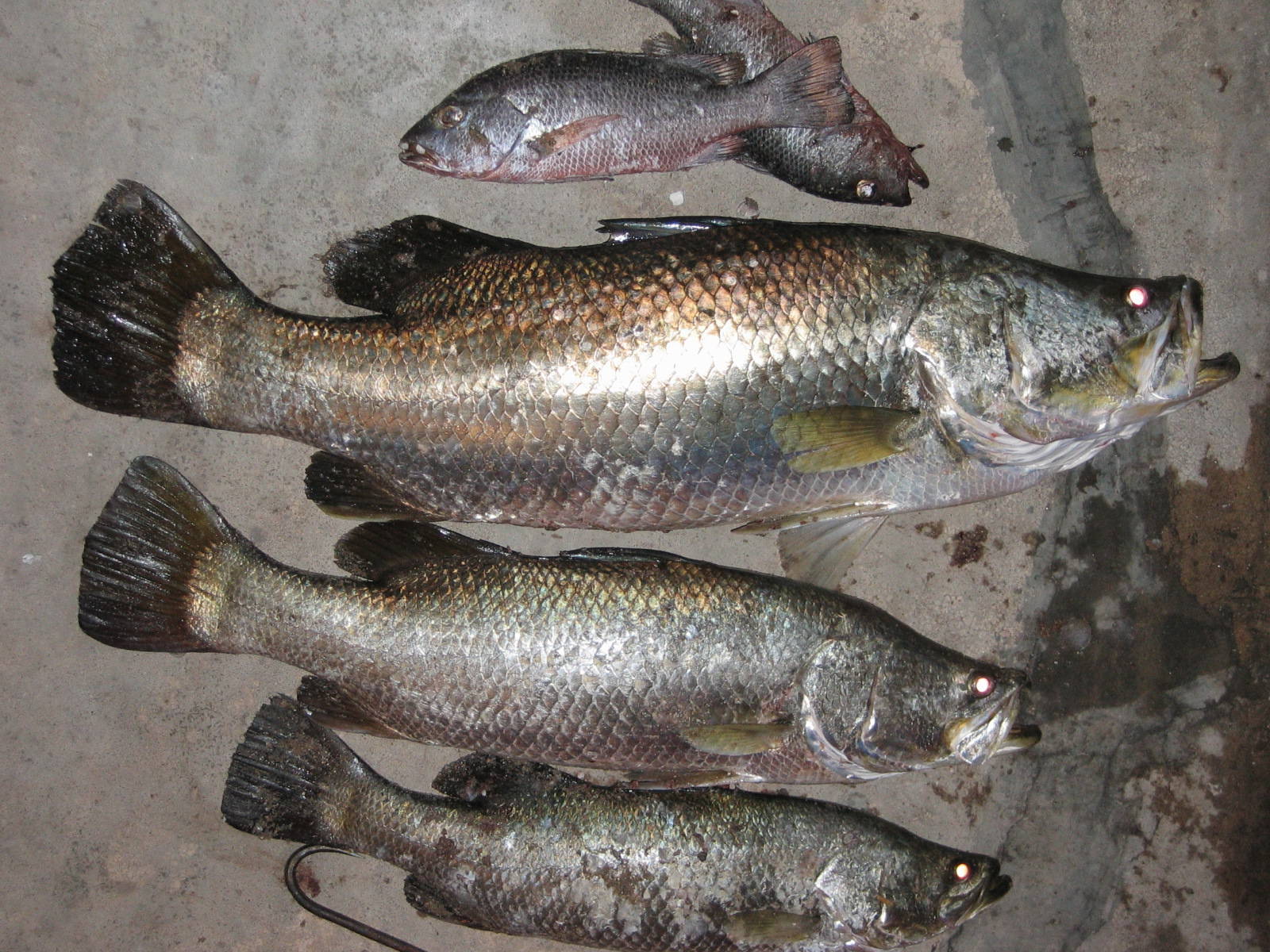
낚시로 잡은 바라문디

## 같이 보기
- 나일농어